# Jonathan Locke Hart
Jonathan Locke Hart, né en 1956, est un poète, chercheur, écrivain et historien canadien,.

## Biographie
Jonathan Locke Hart fait ses études à l'Université de Toronto, où il obtient son baccalauréat, sa maîtrise et son doctorat. Il s'inscrit ensuite à l'Université de Cambridge, où il obtient un second doctorat.
Il enseigne la théorie et la création littéraire à travers le monde, notamment au Canada, en France, en Chine, aux États-Unis et au Royaume-Uni.
Ses travaux théoriques et sa poésie sont traduits dans plusieurs langues, dont en chinois, en grec, en polonais, en français, en estonien et en slovène. Sa poésie aborde l'expérience du temps, l'habitation de l'espace ainsi que le mouvement, inspiré par ses nombreux voyages.
Son ouvrage Unforgetting Private Charles Smith honore un poète canadien ayant participé à la Première Guerre mondiale. En effet, après avoir trouvé le journal du soldat à la Bibliothèque publique de Toronto, l'écrivain fait des recherches sur le jeune Charles Smith et raconte, dans la première partie de son ouvrage, la découverte de ce journal. La seconde partie du livre compile les poèmes du soldat.

## Œuvres

### Poésie
- Breath & Dust, Edmonton, Mattoid/Grange, 2000, 68 p.  (ISBN 1551951088 et 9781551951089).
  - Souffle et poussière, traduit par Nicole Mallet, Montréal, Éditions du Noroît, 2011, 113 p.  (ISBN 978-2-89018-720-7).
- Dream China, Ottawa, BuschekBooks, 2003, 105 p.  (ISBN 1894543092 et 9781894543095).
- Dream Salvage, Ottawa, BuschekBooks, 2003, 105 p.  (ISBN 1894543157 et 9781894543156).
- Dreamwork, Edmonton, Athabasca University, 2010, 98 p.  (ISBN 9781897425701 et 1897425708).
- Musing: Sonnets, Edmonton, AU Press, 2011, 109 p.  (ISBN 9781897425909 et 1897425902).
- The Burning Lake, Hong Kong, Proverse Hong Kong, 2016, 104 p.  (ISBN 9789888228669 et 9888228668).
- Unforgetting Private Charles Smith, Edmonton, AU Press, 2019, 66 p.  (ISBN 9781771992534 et 1771992530).

### Essais
- Theater and World : The Problematic's of Shakespeare's History Plays, Boston, Northeastern University Press, 1992, 404 p.  (ISBN 1555531105 et 9781555531102).
- Northrop Frye : The Theoretical Imagination, New York, Routledge, 1994, 333 p.  (ISBN 041507536X et 9780415075367).
- Reading the Renaissance : Culture, Poetics, and Drama, New York, Garland Pub, 1996, 290 p.  (ISBN 0815323557 et 9780815323556).
- Imagining Culture : Essays in Early Modern History and Literature, New York, Garland Pub, 1996, 262 p.  (ISBN 0815323972 et 9780815323976).
- Explorations in Difference : Law, Culture, and ¨olitics, Toronto, University of Toronto Press, 1996, 246 p.  (ISBN 0802006930 et 9780802006936).
- Mattoid 52/53 : Crossing Cultures, Geelong, Mattoid, 1998, 386 p.
- Representing the New World : The English and French Uses of the Example of Spain, New York, Palgrave, 2001, 351 p.  (ISBN 0312230702 et 9780312230708).
- Columbus, Shakespeare, and the Interpretation of the New World, New York, Palgrave Macmillan, 2003, 231 p.  (ISBN 0312296150 et 9780312296155).
- Comparing Empires : European Colonialism from Portuguese Expansion to the Spanish-American War, New York, Palgrave Mcmillan, 2003, 192 p.  (ISBN 1403961883 et 9781403961884).
- Contesting Empires : Opposition, Promotion, and Slavery, New York, Palgrave Mcmillan, 2005, 268 p.  (ISBN 140396453X et 9781403964533).
- Interpreting Cultures : Literature, Religion and the Human Sciences, New York, Palgrave Mcmillan, 2006, 340 p.  (ISBN 1403971285 et 9781403971289).
- Empires and Colonies, Cambridge, Polity, 2007, 387 p.  (ISBN 9780745626130 et 0745626130).
- Shakespeare : Poetry, History, and Culture, New York, Palgrave Mcmillan, 2009, 268 p.  (ISBN 9781403961884 et 1403961883).
- Shakespeare and his Contemporaries, New York, Palgrave Mcmillan, 2010, 254 p.  (ISBN 9780230105096 et 0230105092).
- Literature, Theory, History, New York, Palgrave Mcmillan, 2011, 265 p.  (ISBN 9780230113398 et 0230113397).
- Fictional and Historical Worlds, New York, Palgrave Mcmillan, 2012, 264 p.  (ISBN 9780230340695 et 0230340695).
- Textual Imitation : Making and Seeing in Literature, New York, Palgave Mcmillan, 2013, 158 p.  (ISBN 9781137301345 et 1137301341).
- From Shakespeare to Obama : A Study in Language, Slavery and Place, New York, Palgrave Mcmillan, 2013, 255 p.  (ISBN 9781137375810 et 1137375817).
- The Poetics of Otherness : War, Trauma, and Literature, New York, Palgrave Mcmillan, 2015, 263 p.  (ISBN 9781137482631 et 113748263X).
- Shakespeare and Asia, New York, Routledge, 2018.  (ISBN 9780367077846 et 0367077841).
- Aristotle and his Afterlife : Rhetoric, Poetics and Comparison, Paris, Honoré Champion éditeur, 2019, 318 p.  (ISBN 9782745351722 et 2745351729).
- Making and Seeing Modern Texts, New York, Routledge, 2019, 232 p.  (ISBN 9780815363880 et 0815363885).
- Shakespeare, the Renaissance and Empire. Volume 1, Geography and Language, New York, Routledge, 2021, 244 p. (ISBN 9780367635190 et 0367635194).
- Shakespeare, the Renaissance and Empire. Volume II, Poetry, Philosophy and Politics, New York, Routledge, 2021, 238 p.  (ISBN 9780367759902 et 036775990X).

### Collaborations
- Darkfire, illustré par Sean Caulfield, Edmonton, University of Alberta, 2007, 22 p.
- City of the End of Things : great minds on civilization and empire, avec Northrop Frye, Julius Robert Oppenheimer et Edward T Salmon, Ontario, Oxford University Press, 2009, 245 p.  (ISBN 9780195430059 et 0195430050).
- Harry Levin, The implications of Literary Criticism, dirigé par Jonathan Locke Hart, Paris, Honoré Champion éditeur, 2011, 488 p.  (ISBN 9782745321985 et 2745321986).
- Comparative literature Around the World : Global Practice, avec Eugene Chen Eoyang et Ghang Zhou, Paris, Honoré Champion éditeur, 2021, 259 p.  (ISBN 9782745354693 et 2745354698).

## Prix et honneurs
- 2004 : fellow de la Société royale des Arts du Royaume-Uni[6]
- 2004 : fellow de la Société royale historique du Royaume-Uni[6]
- 2006 : fellow de la Société royale du Canada[6]
- 2014 : lauréat du Prix International de poésie au Cuerta de Arges Poetry Festival[6]
- 2016 : lauréat du Shanghai Thousand Talent Award[6]